# Český lev 1995
Český lev 1995 je 3. ročník výročních cen České filmové a televizní akademie Český lev.
| Cena                                     | Jméno                                    | Film          |
| ---------------------------------------- | ---------------------------------------- | ------------- |
| Nejlepší film                            | —                                        | Zahrada       |
| Nejlepší režie                           | Martin Šulík                             | Zahrada       |
| Nejlepší hlavní ženský herecký výkon     | Jiřina Bohdalová                         | Fany          |
| Nejlepší vedlejší ženský herecký výkon   | Tereza Brodská                           | Má je pomsta  |
| Nejlepší hlavní mužský herecký výkon     | Martin Dejdar                            | Učitel tance  |
| Nejlepší vedlejší mužský herecký výkon   | Marián Labuda                            | Zahrada       |
| Nejlepší scénář                          | Ondrej Šulaj, Marek Leščák, Martin Šulík | Zahrada       |
| Nejlepší kamera                          | Juraj Šajmovič                           | Golet v údolí |
| Nejlepší hudba                           | Luboš Fišer                              | Golet v údolí |
| Nejlepší střih                           | Jan Mattlach                             | Válka barev   |
| Nejlepší zvuk                            | Václav Hála, Ivo Špalj                   | Učitel tance  |
| Nejlepší výtvarný počin                  | František Lipták                         | Zahrada       |
| Dlouholetý umělecký přínos českému filmu | Karel Kachyňa                            | -------       |
| Nejlepší zahraniční film                 | —                                        | Leon          |
| Divácky nejúspěšnější film               | —                                        | Vodní svět    |
| Plyšový lev                              | —                                        | Divoké pivo   |
| Cena čtenářů časopisu Cinema a Kinorevue | —                                        | Apollo 13     |
| Cena ČFTA za audiovizuální počin roku    | Jaroslav Frýda, Milan Maryška            | —             |
| Cena filmových kritiků                   | —                                        | Zahrada       |